# Zorzines changi
Zorzines changi là một loài bướm đêm trong họ Noctuidae.